# Flamine diale

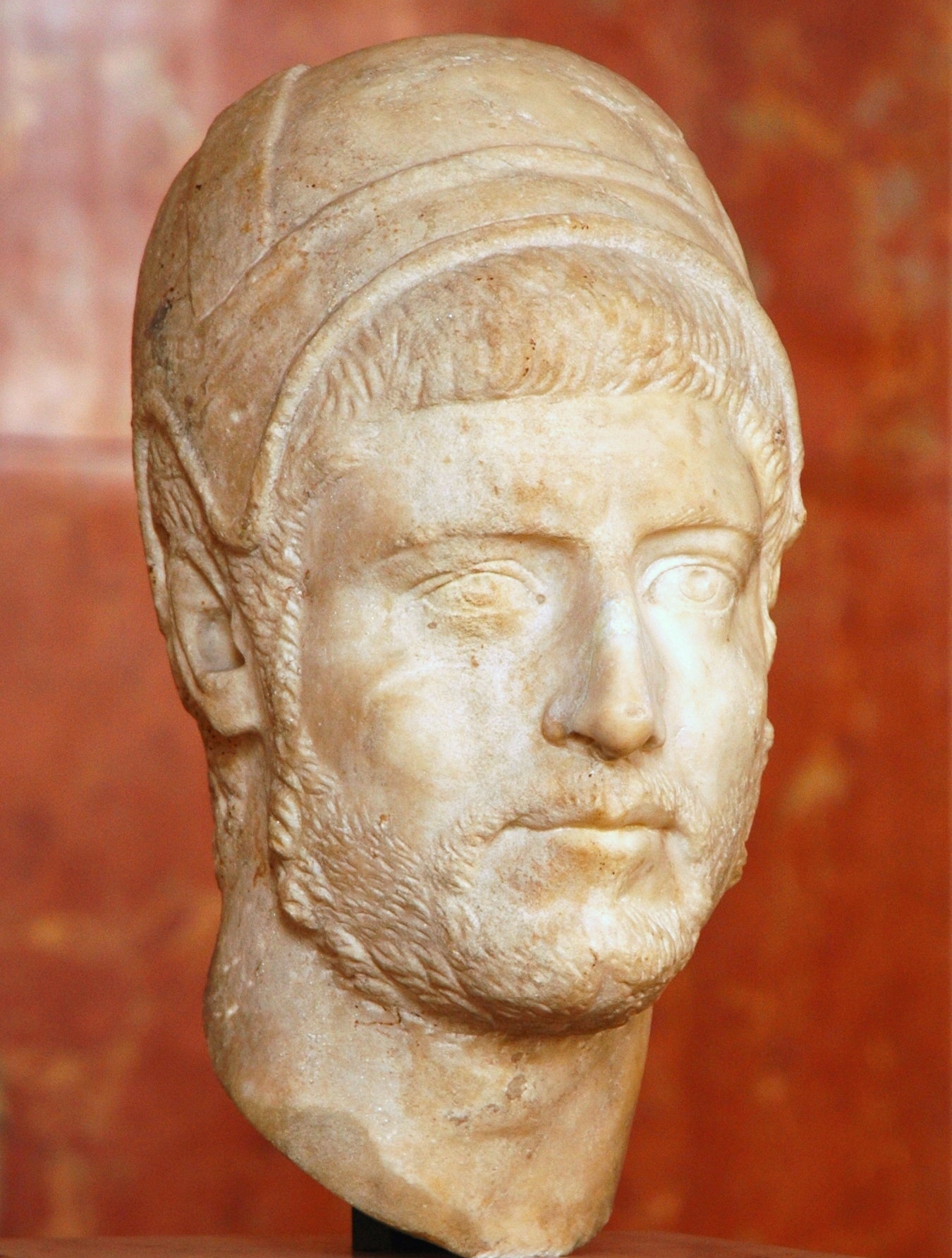
Busto di un flamine

Il flamine diale (latino Flamen Dialis) era il sacerdote dell'antica Roma preposto al culto di Giove Capitolino. 

## Funzioni e prerogative
Era l'unico tra i sacerdoti che poteva presenziare nel Senato con il diritto alla sedia curule ed alla toga pretesta. Presenziava al rito della confarreatio ed egli stesso doveva essere sposato con questo rito. 
Il flamine diale doveva portare sempre un copricapo di cuoio bianco dalla strana foggia, l'apex o albogalerus. In cima all'apex era fissato un ramoscello di ulivo dalla cui base si dipartiva in filo di lana. La sua persona, inviolabile, era permanentemente circonfusa di sacralità, tanto che al suo passaggio doveva cessare ogni attività lavorativa ed essere rispettato il silenzio per non disturbare il suo costante contatto con Giove di cui era la statua vivente.
Durante le epiclesi, e comunque ogni qual volta pronunciava il nome di Giove, doveva sempre alzare le braccia al cielo.

## Le limitazioni del flamine
Il flamine diale rivestiva una particolare importanza e sacralità in quanto quasi personificazione vivente di Giove, di cui celebrava i riti, e godeva di grandi onori, ma, proprio per la sua funzione, era sottoposto a molteplici limitazioni, divieti e obblighi, come peraltro la propria moglie, la flaminica diale. Secondo Aulo Gellio il flamine diale era sottoposto alle seguenti limitazioni:

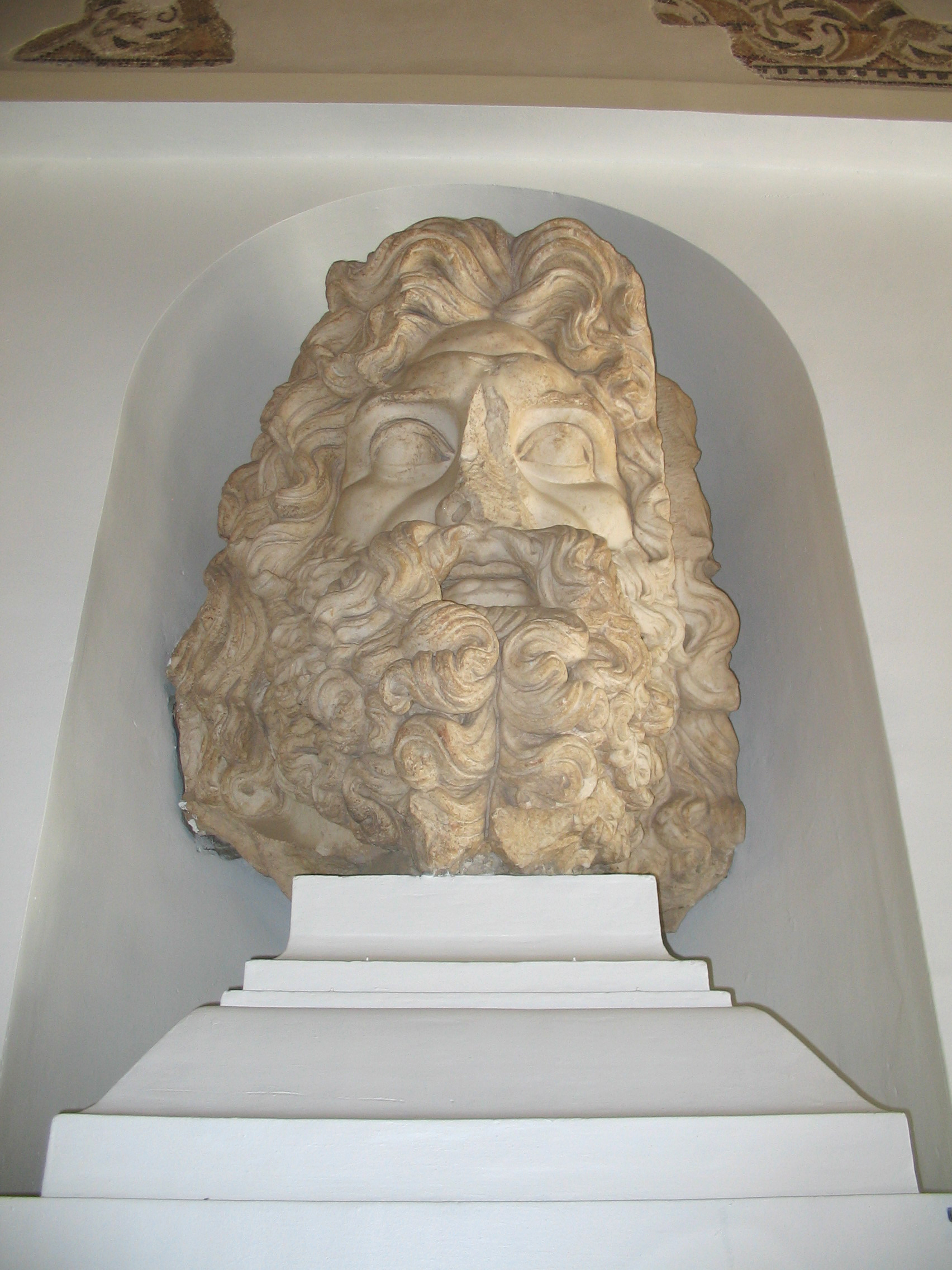
Giove (Museo nazionale del Bardo, Tunisi)

1. non doveva viaggiare a cavallo (equo dialem flaminem uehi religio est);
2. non doveva vedere eserciti in armi (item religio est classem procinctam extra pomerium, id est exercitum armatum, uidere);
3. non poteva prestare giuramento (item iurare Dialem fas numquam est);
4. poteva portare solo anelli spezzati (item anulo uti nisi peruio cassoque fas non est);
5. non si poteva prelevare del fuoco dalla casa del flamine diale a meno che non servisse per usi sacri (ignem e flaminia, id est flaminis dialis domo, nisi sacrum efferri ius non est);
6. se si introduceva in casa del flamine diale qualcuno che era legato, i legami gli dovevano essere tolti, portati sul tetto attraverso l'impluvio e da lì gettati in strada (vinctum, si aedes eius introierit, solvi necessum est et vincula per impluvium in tegulas subduci atque inde foras in viam demitti);
7. non doveva avere nodi sul berretto né alla cintura né in altra parte del corpo (nodum in apice neque in cinctu neque alia in parte ullum habet);
8. se qualcuno condannato alla fustigazione si gettava ai piedi del flamine diale, per quel giorno non poteva essere fustigato (si quis ad verberandum ducatur, si ad pedes eius supplex procubuerit, eo die verberari piaculum est);
9. i suoi capelli potevano essere tagliati solo da un uomo libero (capillum Dialis, nisi qui liber homo est, non detondet);
10. non poteva nominare né toccare capre, carne cruda, fave, edera (capram et carnem incoctam et hederam et fabam neque tangere Diali mos est neque nominare);
11. non poteva passare sotto tralci di vite legati (propagines e vitibus altius praetentas non succedit);
12. doveva dormire in un letto particolare i cui piedi erano ricoperti di uno strato sottile di fango (pedes lecti, in quo cubat, luto tenui circumlitos esse oportet);
13. non poteva dormire fuori dal proprio letto per più di tre notti (et de eo lecto trinoctium continuum non decubat);
14. nessuno poteva dormire nel suo letto (neque in eo lecto cubare alium fas est);
15. doveva tenere presso il letto una cassetta contenente delle focacce sacrificali (apud eius lecti fulcrum capsulam esse cum strue atque ferto oportet);
16. capelli e unghie tagliati del flamine diale dovevano essere sepolti sotto un albero "felice" (unguium Dialis et capilli segmina subter arborem felicem terra operiuntur);
17. ogni giorno per lui era festivo (Dialis cotidie feriatus est);
18. doveva stare sempre a capo coperto, tranne che in casa come avevano deciso i pontefici secondo quanto riportato dallo scrittore Masurio Sabino (sine apice sub divo esse licitum non est; sub tecto uti liceret, non pridem a pontificibus constitutum Masurius Sabinus scripsit);
19. non doveva toccare la farina contenente lievito (farinam fermento inbutam adtingere ei fas non est);
20. poteva togliersi la tunica intima solo in luoghi coperti perché non doveva rimanere nudo all'aperto, come se fosse sotto gli occhi di Giove (tunica intima nisi in locis tectis non exuit se, ne sub caelo tamquam sub oculis Iovis nudus sit);
21. a tavola nessuno poteva sedere in posizione più elevata del flamine diale, ad eccezione del rex sacrorum (super flaminem Dialem in convivio, nisi rex sacrificulus, haut quisquam alius accumbit);
22. doveva lasciare la carica di flamine se perdeva la moglie (uxorem si amisit, flamonio decedit);
23. il suo matrimonio si scioglieva solo con la morte del coniuge (matrimonium flaminis nisi morte dirimi ius non est);
24. non poteva entrare nel luogo in cui si teneva la pira funebre, né toccare cadaveri (locum, in quo bustum est, numquam ingreditur, mortuum numquam attingit), poteva però assistere ai funerali (funus tamen exsequi non est religio);
25. non poteva, infine, secondo Tacito, abbandonare o lasciare l'Italia per qualsiasi motivo.[5]

## La flaminica
Secondo Gellio, anche la flaminica diale doveva osservare divieti simili (eaedem ferme caerimoniae sunt flaminicae Dialis), più altri suoi particolari (alias seorsum aiunt observitare): doveva portare una veste colorata (quod venenato operitur), doveva mettere un germoglio di albero "felice" nello scialle (et quod in rica surculum de arbore felici habet), non doveva salire più di tre scalini se non si trattava di una scala "greca" cioè coperta da entrambi i lati (et quod scalas, nisi quae Graecae appellantur, escendere ei plus tribus gradibus religiosum est atque etiam), quando partecipava alla processione degli Argei non si doveva ornare la testa, né pettinare i capelli (cum it ad Argeos, quod neque comit caput neque capillum depectit).